# God & Guns
God & Guns é o décimo segundo álbum de estúdio da banda de southern rock Lynyrd Skynyrd e foi lançado em 29 de setembro de 2009. O single "Still Unbroken" foi lançado em 22 de julho de 2009 seguido de  "Simple Life", em 04 de agosto de 2009. Os singles "That Ain't My America" e "Skynyrd Nation" foram lançados juntos com o álbum. Hughie Thomasson contribuiu para a composição de muitas canções, incluindo este primeiro single, antes de seu falecimento. "Still Unbroken" foi escrito após a morte do baixista Leon Wilkeson em 2001. O álbum conta com trabalho na guitarra de John 5. É também o último álbum do legendário tecladista original da banda, Billy Powell, que faleceu em 27 de janeiro de 2009.
O título do álbum (e sua faixa-título) foi escrito por Mark Stephen Jones, Travis Meadows e Torre Bud. Nas letras, eles parecem se opor a todos os tipos de controle de armas, uma notável mudança da atitude lírica do original Lynyrd Skynyrd liderada por Ronnie Van Zant, que muitos alegam cantaram contra as armas de fogo na música Saturday Night Special. Quando alguém cita um verso de "Saturday Night Special", a posição de Van Zant sobre controle de armas parece claro: "Porque é que não atiramos, pessoal, ao mar", podendo o sujeito da frase referir-se às armas, o que também pode ser interpretado como "Porque é que não as atiramos ao mar", podendo o sujeito da frase referir-se às armas ou às pessoas que as defendem. A ambigüidade potencial é resolvida no verso seguinte: "Antes que algum idiota venha aqui / Querendo atirar ou em você ou em mim". Caso o sujeito da frase anterior de Van Zant se referisse "às pessoas", então as armas ainda continuariam acessíveis.
A mudança lírica de "Saturday Night Special" para "God & Guns" foi levado em conta pelo vocalista da banda Johnny Van Zant, que explicou que a música não era uma contradição direta com "Saturday Night Special". Apesar disso, é um fato conhecido entre os muitos fãs da banda que, apesar do conteúdo da letra de "Saturday Night Special", Ronnie Van Zant foi realmente um proprietário de armas, possuindo inúmeros rifles e espingardas e freqüentemente caçou com elas. As referências feitas em "Saturday Night Special" provavelmente falam a respeito dos proprietários de armas irresponsáveis.

## Faixas
| N.º            | Título                     | Compositor(es)                                                      | Duração |  |
| 1.             | "Still Unbroken"           | Gary Rossington, Hughie Thomasson, Johnny Van Zant, Rickey Medlocke | 5:06    |  |
| 2.             | "Simple Life"              | Jeffrey Steele, Medlocke, Rossington, Van Zant                      | 3:17    |  |
| 3.             | "Little Thing Called You"  | John Five, Medlocke, Rossington, Van Zant                           | 3:58    |  |
| 4.             | "Southern Ways"            | John Five, Bob Marlette, Medlocke, Van Zant                         | 3:48    |  |
| 5.             | "Skynyrd Nation"           | John Five, Marlette, Medlocke, Van Zant                             | 3:52    |  |
| 6.             | "Unwrite That Song"        | Medlocke, Rossington, Steele, Tony Mullins, Van Zant                | 3:50    |  |
| 7.             | "Floyd" (feat. Rob Zombie) | Five, Medlocke, Rossington, Van Zant                                | 4:03    |  |
| 8.             | "That Ain't My America"    | Brad Warren, Brett Warren, Medlocke, Rossington, Van Zant           | 3:44    |  |
| 9.             | "Comin' Back For More"     | Blair Daly, Medlocke, Rossington, Van Zant                          | 3:28    |  |
| 10.            | "God & Guns"               | Mark Stephen Jones, Travis Meadows, Torre Bud                       | 5:44    |  |
| 11.            | "Storm"                    | John Five, Marlette, Medlocke, Rossington, Van Zant                 | 3:15    |  |
| 12.            | "Gifted Hands"             | John Five, Marlette, Medlocke, Rossington, Van Zant                 | 5:22    |  |
| Duração total: | Duração total:             | Duração total:                                                      | 49:27   |  |

| Special Edition Bonus Tracks [Disco 2] |                             |                                                      |         |  |
| N.º                                    | Título                      | Compositor(es)                                       | Duração |  |
| 1.                                     | "Bang Bang"                 | Trey Bruce, Medlocke, Rossington, Van Zant           | 3:10    |  |
| 2.                                     | "Raining in My Heartland"   | Bruce, Medlocke, Rossington, Van Zant                | 3:54    |  |
| 3.                                     | "Hobo Kinda Man"            | Bruce, Medlocke, Rossington, Van Zant                | 3:53    |  |
| 4.                                     | "Red White & Blue" (live)   | Donnie Van Zant, Van Zant, Brad Warren, Brett Warren | 5:42    |  |
| 5.                                     | "Call Me the Breeze" (live) | J.J. Cale                                            | 5:49    |  |
| 6.                                     | "Sweet Home Alabama" (live) | Ed King, Rossington, Van Zant                        | 6:25    |  |
| Duração total:                         | Duração total:              | Duração total:                                       | 28:53   |  |

## Créditos
- Johnny Van Zant - vocal
- Gary Rossington - guitarra solo e rítmica
- Rickey Medlocke - guitarra solo e rítmica, backing vocal
- Mark Matejka - guitarra solo e rítmica, backing vocal
- Robert Kearns - baixo, backing vocal
- Michael Cartellone - bateria, percussão
- Billy Powell - teclados
- Peter Keys - teclados

Músicos adicionais
- John 5 - guitarras
- Rob Zombie - vocais em "Floyd"
- Michael Rhodes
- Greg Morrow
- Perry Coleman
- Jerry Douglas
- Bob Marlette
- The Honkettes (Dale Krantz Rossington & Carol Chase) - backing vocal
- Lisa Parade - cordas em "Unwrite That Song" e arranjos em "Gifted Hands"